# David Courpasson
David Courpasson ist ein französischer Soziologe und Professor an der EMLYON Business School (vormals École de management de Lyon) in Lyon. Er hat mehrere Bücher als Autor oder Co-Autor sowie zahlreiche Artikel und Beiträge zu wissenschaftlichen Konferenzen veröffentlicht.
Neben seiner Lehrtätigkeit ist Courpasson Mitglied des Boards der European Group for Organizational Studies (EGOS) und seit 2008 Nachfolger von Haridimos Tsoukas als Chefredakteur der renommierten Organization Studies im Verlag der SAGE Publications.

## Leben
Nach drei Master-Titeln in Management (1985), Sozio-Ökonomie (1987) und „Soziologie und Demografie“ (1988) erlangte Courpasson 1993 einen Doktortitel der Universität Lyon in Soziologie. 1997 habilitierte Coupasson an der Universität Paris-Nanterre (Paris X).

## Arbeiten
Courpasson beschäftigt sich ausgiebig mit Macht in Organisationen und den Grenzen, die solcher Macht gesetzt sind. Er betont die Wichtigkeit des Themas und gleichzeitig den Mangel an belastbarer Forschung trotz all der empirischen Daten in diesem Gebiet. Dieser Mangel an Berücksichtigung führt dazu, dass das Thema in Studien vernachlässigt wird. Courpasson versucht diesem Umstand Rechnung zu tragen, indem er sich mit dem Widerstand gegen Machtverhalten beschäftigt, das „Nicht-Gehorchen“ und die Rebellion gegen vorherrschende Zustände (When Managers rebel), wobei Courpasson besonderes Augenmerk auf die Gründe für die Rebellion und die Möglichkeiten von positiven Ergebnissen für Unternehmen und Rebell legt. Nach dieser Vorstellung rebellieren Beschäftigte im mittleren Management, weil die Organisationen einen zu starken Einfluss auf das private Leben, die Glaubensvorstellungen oder die Werte der Beschäftigen ausüben.  Er folgert aber auch, dass Konflikte dieser Art nicht zum Karriereende führen müssen und es durchaus positive Ergebnisse für Unternehmen und Beschäftigten geben kann.

## Bibliografie
- David Courpasson, Jean-Claude Thoenig (2010) When managers rebel; Palgrave Macmillan.
- David Courpasson, Jean-Claude Thoenig (2008) Quand les cadres se rebellent; Vuibert.
- Françoise Dany, David Courpasson, Philippe Riot (2006) (Re)penser la rébellion des cadres: actes de la journée du 15 Décembre 2006 organisée par le centre de recherche; OCE/EMLYON à EMLYON. CNRS.
- David Courpasson, Stewart Clegg, Philipps Nelson (2006) Power and Organizations; Sage Publications.
- David Courpasson (2006) Soft Constraint, Liberal Organizations and Domination; Liber & Copenhagen Business School Press.
- David Courpasson (2000) L'action contrainte: organisations libérales et domination; Presses Universitaires de France.